# 日本郵便
日本郵便（日语：／ nippon yūbin */?）是日本的郵遞事業及郵政通路（郵便局）的經營企業，同時是日本郵政民營化後的三大郵政事業公司之一，為日本郵政的全資子公司。2007年10月1日以「郵便局公司」之名成立，當時僅負責經營郵遞窗口的經營，郵遞運輸則另由郵便事業公司經營。2012年，隨著日本國會修訂郵政民營化相關法律，郵便局公司在同年10月1日將郵便事業公司合併，並改為現名。

## 外部鏈結
- 官方网站 （日語）
- 日本郵便的X（前Twitter） （日語）